# Zrzeszenia Właścicieli Domów w czasie PRL
Zrzeszenia prywatnych właścicieli domów w PRL – tworzone były w celu utrzymania domów i lokali w należytym stanie technicznym i sanitarnym, przeprowadzania ich remontu oraz budowy i utrzymania urządzeń służących do wspólnego użytku.
Przez wprowadzenie publicznej gospodarki lokalowej i centralnie ustalanych czynszów państwo pozbawiło właścicieli praw wynikających z własności, a jednocześnie wymagało od właścicieli wypełnienia obowiązków związanych z utrzymaniem porządku i użytkowania domów. Zrzeszenia przedstawiały władzom konieczność poprawy gospodarki domami i uzyskiwały drobne środki poprawy. Powołanie Krajowej Komisji Współpracy Zrzeszeń umożliwiło reprezentowanie całego środowiska właścicieli domów i w pewnym stopniu poprawiło sytuację właścicieli. Istnienie i działanie zrzeszeń właścicieli domów i Krajowej Komisji Współpracy zrzeszeń przyczyniło się w znacznym stopniu do przetrwania prywatnej własności domów w okresie PRL.

## Próba kontynuacji i wielkie zmiany
Zrzeszenia Właścicieli Domów lub Właścicieli Nieruchomości istniały w wielu miastach w Polsce przed II wojną światową i po jej zakończeniu podejmowały ponownie działalność na podstawie przepisów i statutów sprzed wojny. Był to czas, gdy właściciele starali się naprawiać wojenne uszkodzenia domów i instalacji, a także mieli liczne problemy ze zmianami lokatorów, jakie przyniosła wojna i powojenne ruchy ludności. Zrzeszenia były bardzo więc ważnym oparciem dla właścicieli. Ale już w grudniu 1945 roku nowe władze państwowe (Krajowa Rada Narodowa i Rada Ministrów) wydały dekret o publicznej gospodarce lokalami i kontroli najmu, który zupełnie zmienił sytuację właścicieli domów. W miejsce wolnego najmu lokali opartego na umowach najmu dekret wprowadził publiczną gospodarkę lokalami z systemem przydziałów przez władze kwaterunkowe, a także upoważnienie władz miast do ustalania norm zaludnienia mieszkań. Władze miast zostały upoważnione do wydania polecenia właścicielowi do wykonania przeróbki ponad 3-pokojowewgo mieszkania na dwa lub więcej samodzielnych mieszkań i w przypadku niewykonania tego polecenia dokonania tych przeróbek z obciążeniem kosztami hipoteki domu. Dekret miał formę prawa wydawanego w nadzwyczajnych okolicznościach. Nie przewidywał żadnej formy i możliwości odwołań od wydawanych decyzji, a działania niezgodne z przepisami dekretu zagrożone zostały bardzo wysoką karą pieniężną lub aresztem. Dekret nie dotyczył działalności zrzeszeń, działały one więc dalej.

## Zrzeszenia przymusowe
Dalsze zmiany w sytuacji właścicieli domów wprowadził wydany w 1948 roku przez Radę Ministrów dekret o najmie lokali, w którym wprowadzono obowiązkowe stosowanie wielkości czynszów wg wartości podanych w dekrecie, a także obowiązek przekazywania znacznej części tego czynszu na rzecz Funduszu Gospodarki Mieszkaniowej. Z tego funduszu miały być udzielane dotacje na kapitalne remonty budynków komunalnych, spółdzielczych i prywatnych wg planu ustalanego przez władze miejskie. Ale ten dekret zmienił nie tylko sytuację właścicieli, ale także zmienił bezpośrednio sytuację zrzeszeń, bowiem ustalono w nim, że Minister Administracji Publicznej utworzy przymusowe lokalne zrzeszenia prywatnych właścicieli nieruchomości albo też istniejącym zrzeszeniom nada charakter zrzeszeń przymusowych. W ślad za tym dekretem wydane zostało w 1949 roku rozporządzenie, w którym ustalono, że władze województw powołują zrzeszenia i nadają im statut, a także określono ich zadania, w których na pierwszym miejscu podano: „Współdziałanie z właściwymi władzami w nadzorze nad członkami zrzeszenia w zakresie pokrywania kosztów eksploatacji oraz bieżącego remontu.” Zrzeszenia więc miały się stać pomocniczym organem władz miejskich w nadzorowaniu działań właścicieli. Dekret ustalał, że członkiem zrzeszenia jest każdy właściciel prywatnego domu, jeżeli w tym domu znajduje się choćby jeden lokal podlegający publicznej gospodarce lokalami. Ponieważ jednak większość zrzeszeń przymusowych były to zrzeszenia poprzednio istniejące i przekształcone wg ustaleń dekretu – do ich zarządów weszły osoby z dawnych zrzeszeń, co powodowało, że jednak zrzeszenia przymusowe stanowiły głównie pomoc dla właścicieli, a nie dla władz miejskich. Ale wprowadzenie czynszów ustalanych przez państwo i to na niskim poziomie spowodowało, że właściciele nie mogli sfinansować prac konserwacyjnych i remontowych w pełnym zakresie, w związku z czym wykonywano tylko najbardziej pilne i konieczne prace, a stan techniczny budynków prywatnych stale się pogarszał. Wielu właścicieli nie było w stanie prowadzić gospodarki swoim budynkiem, w związku z czym przekazywali domy w administrację Zrzeszenia. Ta nienormalna sytuacja, w której właściciele obciążeni byli obowiązkami należytego utrzymania budynków bez wystarczających środków na realizację tych obowiązków, trwała przez następne kilkadziesiąt lat, powodując ogromne szkody w tych budynkach.
W 1950 roku przepisy ww. dekretów zostały zastąpione ustawą o publicznej gospodarce lokalami i kontroli najmu, która uporządkowała przepisy, ale w niczym nie zmieniła sytuacji właścicieli domów.

## Zrzeszenia znowu dobrowolne
Kolejnym aktem prawnym dotyczącym publicznej gospodarki lokalowej, przydziałów, norm zaludnienia, dokwaterowań, czynszów itp. była Ustawa z 1959 roku Prawo Lokalowe.
Ustawa ta jednocześnie (art. 86) zlikwidowała przymusowe zrzeszenia właścicieli i na nowo określiła warunki tworzenia i działania lokalnych zrzeszeń właścicieli domów. Jako główne ich zadanie określono utrzymanie w należytym stanie technicznym i sanitarnym oraz przeprowadzanie remontu nieruchomości stanowiących własność członków. Na podstawie tej ustawy wydane zostało po raz pierwszy odrębne rozporządzenie w sprawie zrzeszeń prywatnych właścicieli domów. Było to rozporządzenie Ministra Gospodarki Komunalnej wydane w 1963 roku. Ustalono, że zrzeszenia mają osobowość prawną i że są rejestrowane w wydziałach gospodarki komunalnej i mieszkaniowej zarządów miast (Prezydium Miejskiej Rady Narodowej), a nie w rejestrze stowarzyszeń. W zrzeszeniach zostały tworzone biura usługowe administracji domów. W 1974 roku wydana została nowa ustawa Prawo Lokalowe, w której ustalono, że właściciele domów mają prawo do zamieszkania w swoich domach w lokalach opróżnionych w całości lub części. W celu umożliwienia im zamieszkania w swoich domach terenowe organy administracji państwowej powinny w miarę istnienia wolnych lokali przekwaterować do nich najemców. Jeżeli właściciel dostarczy wolny lokal lub zobowiąże się do wpłacenia za najemcę wkładu do spółdzielni mieszkaniowej – organ administracji ma obowiązek dokonać przekwaterowania i umożliwić zamieszkanie właścicielowi w jego domu. Ustawa określała, że w budynku podlegającym publicznej gospodarce mieszkaniami na wniosek najemcy (bez zgody właściciela) mogą być dokonane przerywki lub podział na odrębne mieszkania.

## Krajowa reprezentacji właścicieli domów
Zła sytuacja prywatnych domów trwała niezmiennie przez wiele lat, aż przyszedł czas Solidarności (1980) i władze w wielu sprawach ustępowały pod naciskiem społecznym. Wtedy w gronie warszawskiego zrzeszenia powstał pomysł stworzenia reprezentacji wszystkich zrzeszeń, aby ich postulaty były przez władze. Przygotowano więc propozycję statutu i inne dokumenty niezbędne dla utworzenia Krajowej Komisji Współpracy Zrzeszeń Właścicieli i Zarządców Domów (KKW ZWiZD). Na zaproszenia skierowane do wszystkich zrzeszeń w kraju odbył się w Warszawie 8 grudnia 1980 r. zjazd przedstawicieli zrzeszeń, na którym powołana została Krajowa Komisja Współpracy, został uchwalony statut i wybrane prezydium Komisji. Po raz pierwszy w PRL powstała możliwość reprezentowania wobec władz państwowych wszystkich zrzeszeń, a tym samym występowania w imieniu całej rzeszy prywatnych właścicieli domów w Polsce. O powołaniu Komisji zawiadomione zostało Ministerstwo Budownictwa (które nadzorowało zrzeszenia), które nie wyraziło sprzeciwu, więc Komisja potraktowała to jako zgodę na jej istnienie i pojęła działania, pomimo że nie miała ustalonych podstaw prawnych, nie była zarejestrowana w rejestrze stowarzyszeń ani w żadnej instytucji nadzorującej stowarzyszenia. Komisja stopniowo budowała swoją pozycję. Delegacja Komisji odbyła rozmowy z kolejnymi ministrami administracji (J. Kępa, gen. Hupałowski), a także liczne rozmowy z wiceministrami i dyrektorami departamentów w ministerstwach administracji i finansów i w tych rozmowach przedstawiała fatalną sytuację prywatnych domów i ich właścicieli, przekonując o konieczności zmian w przepisach. Komisja zaczęła być zapraszana na spotkania w ministerstwie i dostawała do zaopiniowania projekty rozporządzeń. Przedstawiciele Komisji brali udział w posiedzeniach komisji sejmowych, gdzie było możliwe przedstawianie posłom istniejącej sytuacji właścicieli domów i związanych z tym postulatów zrzeszeń. Te postulaty na ogół natrafiały na niechętne nastawienie posłów, jednak to „drążenie skały” powoli przynosiło większe zrozumienie sytuacji.
Miały też miejsce rozmowy z przedstawicielami prasy i pojawiły się w prasie teksty dotyczące prywatnych domów. Tak np. relacja z rozmowy z przewodniczącym Komisji ukazała się 20 sierpnia 1982 na pierwszej stronie „Życia Warszawy”. Były też rozmowy i wywiady w radiu i TV, w których przedstawiono złą sytuację „kamieniczników”.
W rezultacie tych działań sytuacja prywatnych domów stała się bardziej znana i bardziej zrozumiana. 
Działania Komisji przyczyniły się do wydanej w 1981 roku bardzo ważnej dla właścicieli uchwały Rady Ministrów o pomocy finansowej państwa na remonty domów prywatnych. Był to pierwszy w historii PRL akt prawny dotyczący w całości prywatnych domów i wprowadzający dotacje państwowe na remonty prywatnych domów zajętych przez lokatorów kwaterunkowych. Postulaty zrzeszeń zgłaszane przez Komisję znalazły odbicie w ustawie z 1982 roku o zmianie ustawy Prawo Lokalowe. Znalazł się w niej zapis (art. 18, ust. 4), że zrzeszenia właścicieli domów mogą tworzyć Krajową Komisję Współpracy, a tym samym Komisja uzyskała prawną podstawę działania.
W tej ustawie znalazł się także przepis, o który walczyła Komisja, według którego w przypadku zwolnienia mieszkania przez dotychczasowego lokatora, który mieszkał na podstawie przydziału, właściciel domu powinien mieć możność dysponowania tym mieszkaniem. W art. 27 tej ustawy ustalono: „Właścicielowi domu wielomieszkaniowego przysługuje prawo do zamieszkania w opróżnionym lokalu mieszkalnym w tym domu, a w razie opróżnienia dalszych lokali – oddania tych lokali w najem bądź bezpłatne używanie pełnoletnim dzieciom oraz rodzicom.”. Wprowadzone zostały też pewne zmiany przepisów dotyczących ustalania wysokości czynszów. W 1983 roku wydane zostało rozporządzenie w sprawie zasad tworzenia i zakresu działania zrzeszeń właścicieli i zarządców domów oraz Krajowej Komisji Współpracy Zrzeszeń Właścicieli i Zarządców Domów. Rozporządzenie to ostatecznie uregulowało status prawny zrzeszeń i Krajowej Komisji Współpracy. W następnych latach Komisja prowadziła szeroką działalność organizacyjną. Odbywały się posiedzenia prezydium i ogólne zebrania przedstawicieli wszystkich zrzeszeń, wydawany był biuletyn pod tytułem „Informacje i komunikaty KKW ZWiZD”, w którym zamieszane były informacje o działaniach Komisji, o przepisach, a także o działalności poszczególnych zrzeszeń. W 1985 roku gen. Jaruzelski, który był wtedy premierem, powołał Radę do Spraw Mieszkaniowych przy Radzie Ministrów, która miała przygotowywać program poprawy sytuacji w budownictwie i gospodarce mieszkaniowej w latach 1986–1990. W radzie uczestniczyli przedstawiciele kilku ministerstw, związków zawodowych, instytutów naukowych oraz spółdzielczości mieszkaniowej i powołano do niej przedstawiciela Krajowej Komisji Współpracy Zrzeszeń. Ta Rada zbierała się co kilka miesięcy, omawiała problemy polityki mieszkaniowej, budownictwa mieszkaniowego, prawa lokalowego itp. i przekazywała wnioski Radzie Ministrów. Uczestnictwo przedstawiciela Komisji w tej Radzie było okazją do przedstawienia temu gronu fatalnej sytuacji prywatnych domów mieszkalnych i argumentów przemawiających za koniecznością zmiany tej sytuacji. Komisja proponowała rozwiązanie, które mogło pogodzić publiczną gospodarkę mieszkaniową z prawidłowym utrzymaniem domów: proponowała, aby państwo było wynajmującym mieszkania od prywatnych właścicieli i opłacało właścicielom czynsze umożliwiające prawidłowe utrzymanie domów, a lokatorzy kwaterunkowi byliby podnajemcami, którzy czynsz opłacają państwu według stawek ustalonych dla nich zgodnie z ich możliwościami finansowymi. Ta koncepcja nie znalazła zrozumienia decydentów.
Sytuacja prywatnych właścicieli i zrzeszeń zmieniła się dopiero po 1989 roku, kiedy zlikwidowana została publiczna gospodarka lokalami i inne przepisy PRL i zrzeszenia mogły ponownie stać się niezależnymi organizacjami wzajemnej pomocy właścicieli domów.